# فهرست قهرمانان کنونی دبلیودبلیوئی
دبلیودبلیوئی یک رسانه کشتی حرفه‌ای یا کشتی کچ می‌باشد که مقر اصلی آن در شهر استمفورد، ایالت کنتیکت‌ است. قهرمانی عناوین و کمربندها در این کمپانی به وسیله یک یا چند داستان گوناگون (استوری لاین) بین دو یا چند سوپراستار آغاز می‌شود و سپس به خاتمه مسابقه بین آن دوحریف یا یک مسابقه ختم می‌شود که در نهایت برنده یا برندگان آن مسابقه، صاحب آن عنوان یا کمربند خواهد شد. دبلیودبلیوئی سوپراستاران اصلی (مین راستر) خود را بین دو برند تقسیم کرده‌است، که این دو برند راو و اسمک‌داون نام دارند، همچنین سوپراستاران مستعد خود را در یک شوی تجاری و استعدادیابی به نام ان اکس تی قرار داده است که این سه برند هر کدام برای خود قهرمانی‌های خاص خود را دارند. در مجموع پنج قهرمانی تک‌نفره برای کشتی‌گیران مرد، دو قهرمانی برای کشتی‌گیران زن و دو قهرمانی تگ‌تیم بین راو و اسمک‌داون و نیز دو قهرمانی برای مردان و یک قهرمانی برای زنان همراه با یک قهرمانی تگ تیم برای ان‌اکس‌تی وجود دارد. همچنین یک قهرمانی دیگر به نمایندگی از سوپراستاران بریتانیایی تحت عنوان قهرمانی یونایتد کینگدام به عنوان مرکزی در جهت توسعه کشتی‌گیران بریتانیایی در نظر گرفته شده‌است که در حال حاضر در برند ان‌اکس‌تی و همچنین در شوهای مستقل دیگر کمپانی حضور دارد و همچنین کمربند تگ تیم که برای هر سه برند RAW ،Smack Done و NXT است.
در میان سه برند کنونی کمپانی، 21 کشتی‌گیر عنوان قهرمانی را بر عهده دارند. لیستی که در پایین وجود دارد شامل تعداد دفعات قهرمانی صاحب عنوان، عنوان قهرمانی، تاریخ و مکان پیروزی و شرح وقایع قهرمانی می‌باشد.

## قهرمانان

### راو
| قهرمانی                                   | قهرمان(های) کنونی | دفعات قهرمانی | تاریخ قهرمانی   | مدت نگهداری کمربند قهرمانی (روز) | محل رویداد         | توضیحات                                                                                  |
| ----------------------------------------- | ----------------- | ------------- | --------------- | -------------------------------- | ------------------ | ---------------------------------------------------------------------------------------- |
| کمربند قهرمانی سنگین‌وزن جهان دبلیودبلیوئی | گونتر             | ١             | ۴ آگوست ۲۰۲۴    | ۱۵+                              | سامراسلم ۲۰۲۴      | در رویداد سامر اسلم دیمین پریست را با تسلیم فنی شکست داد                                 |
| کمربند جهانی زنان                         | لیو مرگان         | ١             | ۲۸ سپتامبر ۲۰۲۳ | ١٠٨+                             | اینگلوود کالیفرنیا | با مصدوم شدن ریا ریپلی مسابقه ای برای کمربند زنان برگزار شد که لیو مرگان پیروز میدان بود |
| کمربند بین قاره ای دبلیودبلیودبلیوئی      | بران بریکر        | ١             | ۴ آگوست ۲۰۲۴    | ۱۵+                              | سامراسلم‌۲۰۲۴       | در سامر اسلم ۲۰۲۴ سمی زین را شکست داد                                                    |
| تگ تیم راو                                |                   |               |                 |                                  |                    | این کمربند بع علت از هم پاشیدن گروه قهرمانان قبل هنوز قهرمانی ندارد                      |

### اسمکدان
| قهرمانی                          | قهرمان(های) کنونی      | دفعات قهرمانی | تاریخ قهرمانی | مدت نگهداری قهرمانی (روز) | محل رویداد    | توضیحات                                                                     |
| -------------------------------- | ---------------------- | ------------- | ------------- | ------------------------- | ------------- | --------------------------------------------------------------------------- |
| کمربند قهرمانی اندیسپیوتد        | کودی رودز              | ۴             | ٣ آپریل ٢٠۲۴  | ۱۰۰+                      | رسلمینیا ۴۰   | در رویداد رسلمینیا ۴۰ بعد از ۴‌سال به سلطنت رومن رینز بر این کمربند پایان‌داد |
|                                  |                        |               |               |                           |               |                                                                             |
| کمربند قهرمانی زنان دبلیودبلیوئی | نایا جکس               | ١             | ۴ اگوست۲۰۲۴   | ۲۰+                       | سامراسلم ۲۰۲۴ | در رویداد سامراسلم ٢٠۲۴ بیلی را شکست داد                                    |
| کمربند ایالات متحده آمریکا       | ال ای نایت             |               | ۴ آگوست ۲۰۲۴  | ۱۵+                       | سامراسلم ۲۰۲۴ | در سامراسلم لوگان پاول را شکست داد                                          |
| کمربندهای تگ تیم زنان            | آلبا فایر و ایسلا داون | ١             | ۴‌آوريل ۲۰۲۴   | ١+                        | رسلمینیا ۴۰   | در رسلمنیا ۴۰ پایپر نایون و چلسی گرین را شکست دادندادند                     |
| کمربند های تگ تیم اسمکداون       | تاما تونگا و تانگا لوا | ١             | ۱۱‌آگوست ۲۰۲۴  | ۱۰+                       | اسمکداون      | در مین اونت شب جانی گورگانو و توماس چیامپا را شکست دادند                    |

### ان اکس تی
- قهرمان کمربند ان اکس تی:ایلیا دراگانوف
- قهرمانان کمربندان تگ تیم ان اکس تی:استکز لورنزو و تونی د آنجلو
- قهرمان کمربند زنان ان اکس تی:تیفانی استراتون
- قهرمان کمربند آمریکای شمالی ان اکس تی:دامینیک میستریو
- قهرمان جام ان اکس تی انگلستان:نیتن فریزر